# (6235) Burney
(6235) Burney – planetoida z grupy pasa głównego asteroid okrążająca Słońce w ciągu 3 lat i 132 dni w średniej odległości 2,24 j.a. Została odkryta 14 listopada 1987 roku w obserwatorium w Kushiro przez Seijiego Uedę i Hiroshiego Kanedę. Nazwa planetoidy pochodzi od Venetii Burney, pomysłodawczyni nazwy planety karłowatej Pluton. Przed nadaniem nazwy planetoida nosiła oznaczenie tymczasowe (6235) 1987 VB.